# Rodheim vor der Höhe
Rodheim vor der Höhe ist ein Stadtteil von Rosbach vor der Höhe im hessischen Wetteraukreis.

## Geografie
Der Ort liegt auf 169 m über NN, 8 km südwestlich von Friedberg, am südlichen Rand des Taunus („Höhe“ ist die historische Bezeichnung für „Taunus“).

## Geschichte

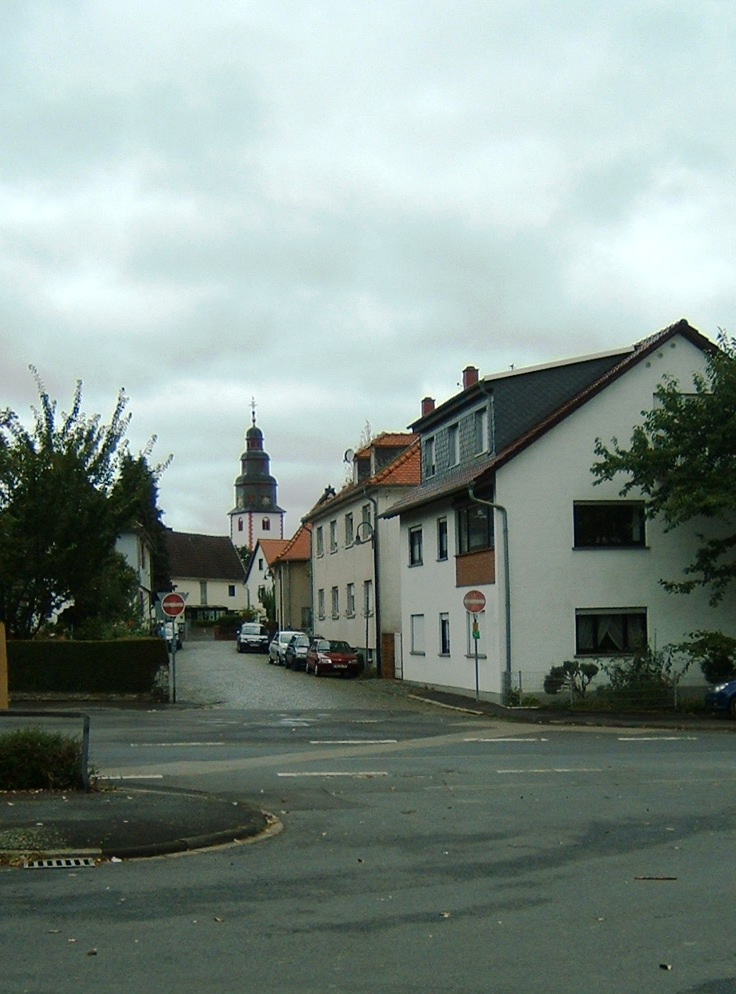
Rodheim (Blick auf den Turm der alten Kirche)

### Mittelalter
Die älteste erhaltene Erwähnung des Ortes findet sich im Lorscher Codex im Jahre 804 oder 805 als Rodeheim. Damals wurde der Ort dem „pago Wetdereiba“, dem Gau Wetterau, zugeordnet. Innerhalb der früheren Ortsbefestigung wird eine Burganlage vermutet. Der Ort war Teil der Münzenberger Erbschaft von 1255 und in deren Folge anteilig im Besitz verschiedener regionaler Adelsfamilien, darunter auch derer von Hanau. Die Befestigung Rodheims durch den Wetterauer Landvogt Ulrich III. von Hanau war 1364–1366 Anlass für die Falkensteiner Fehde unter den Erben der Münzenberger.
1322 wird eine eigenständige Pfarrei genannt. Die Gemeinde gehörte zum Erzbistum Mainz. Kirchliche Mittelbehörden waren das Archidiakonat von St. Maria ad Gradus in Mainz, Dekanat Friedberg. Das Patronat lag beim Kloster Fulda. Dieses schenkte es noch in dem gleichen Jahr dem Kollegiatstift St. Peter und Alexander in Aschaffenburg, wobei das Präsentationsrecht beim Kloster Fulda verblieb. Im 15. Jahrhundert wurde eine neue Kirche errichtet. 1518 befand sich das Patronat bei den Herren von Eppstein-Königstein, 1535 bei den Grafen von Stolberg-Königstein, die auch die Reformation einführten.

### Frühe Neuzeit
1578 und 1595 konnte Hanau das Dorf zusammen mit einer Reihe weiterer Dörfer zunächst als Pfand, dann endgültig in seinen Besitz bringen und einem eigens für deren Verwaltung neu gebildeten Amt Rodheim, das aus dem Amt Windecken ausgegliedert wurde, unterstellen.
1736, mit dem Tod des letzten Grafen von Hanau, Johann Reinhard III., kam Rodheim zur Landgrafschaft Hessen-Kassel.

### Neuzeit
1806 bis 1810 war Rodheim französisch, gehörte zum Fürstentum Hanau und wurde danach dem Großherzogtum Hessen zugeschlagen, bei dem es auch nach dem Wiener Kongress verblieb. Es gehörte nachfolgend zu folgenden Verwaltungseinheiten:
- ab 1820: Amt Vilbel (Provinz Oberhessen),
- ab 1821: Landratsbezirk Vilbel,
- ab 1832: Kreis Friedberg,
- ab 1848: Regierungsbezirk Friedberg,
- ab 1852: Kreis Vilbel,
- ab 1874: Kreis Friedberg,
- ab 1972: Wetteraukreis

Von 1821 bis 1853 gehörte Rodheim zum Bezirk des Landgerichts Großkarben, der 1853 aufgelöst wurde, dann bis 1879 zu dem des Landgerichts Vilbel, ab 1879 zu dem des Amtsgerichts Vilbel.
Hessische Gebietsreform (1970–1977)
Im Zuge der Gebietsreform in Hessen wurden am 1. Dezember 1970 die bis dahin selbständige Gemeinde Nieder-Rosbach in die Stadt Ober-Rosbach eingegliedert. Die Stadt Ober-Rosbach wurde amtlich in Rosbach umbenannt. Am 1. August 1972 wurde diese kurzlebige Stadt mit der Gemeinde Rodheim vor der Höhe kraft Landesgesetz zu einer neuen Stadt Rosbach zusammengeschlossen. Am 14. März 1973 erhielt diese den Namen Rosbach vor der Höhe.

## Bevölkerung
Einwohnerstruktur 2011
Nach den Erhebungen des Zensus 2011 lebten am Stichtag dem 9. Mai 2011 in Rodheim vor der Höhe 1572 Einwohner. Darunter waren 117 (7,4 %) Ausländer. Nach dem Lebensalter waren 288 Einwohner unter 18 Jahren, 693 zwischen 18 und 49, 327 zwischen 50 und 64 und 264 Einwohner waren älter. Die Einwohner lebten in 648 Haushalten. Davon waren 174 Singlehaushalte, 189 Paare ohne Kinder und 225 Paare mit Kindern, sowie 51 Alleinerziehende und 6 Wohngemeinschaften. In 111 Haushalten lebten ausschließlich Senioren und in 459 Haushaltungen lebten keine Senioren.
Einwohnerentwicklung
| Rodheim vor der Höhe: Einwohnerzahlen von 1834 bis 2022 | Rodheim vor der Höhe: Einwohnerzahlen von 1834 bis 2022 | Rodheim vor der Höhe: Einwohnerzahlen von 1834 bis 2022 | Rodheim vor der Höhe: Einwohnerzahlen von 1834 bis 2022 | Rodheim vor der Höhe: Einwohnerzahlen von 1834 bis 2022 |
| --- | ------------------------------------------------------- | ------------------------------------------------------- | ------------------------------------------------------- | ------------------------------------------------------- |
| Jahr |                                                         |                                                         |                                                         | Einwohner                                               |
| 1834 | 1834                                                    |                                                         | 1.391                                                   | 1.391                                                   |
| 1840 | 1840                                                    |                                                         | 1.375                                                   | 1.375                                                   |
| 1846 | 1846                                                    |                                                         | 1.836                                                   | 1.836                                                   |
| 1852 | 1852                                                    |                                                         | 1.670                                                   | 1.670                                                   |
| 1858 | 1858                                                    |                                                         | 1.577                                                   | 1.577                                                   |
| 1864 | 1864                                                    |                                                         | 1.505                                                   | 1.505                                                   |
| 1871 | 1871                                                    |                                                         | 1.567                                                   | 1.567                                                   |
| 1875 | 1875                                                    |                                                         | 1.542                                                   | 1.542                                                   |
| 1885 | 1885                                                    |                                                         | 1.527                                                   | 1.527                                                   |
| 1895 | 1895                                                    |                                                         | 1.550                                                   | 1.550                                                   |
| 1905 | 1905                                                    |                                                         | 1.737                                                   | 1.737                                                   |
| 1910 | 1910                                                    |                                                         | 1.870                                                   | 1.870                                                   |
| 1925 | 1925                                                    |                                                         | 1.906                                                   | 1.906                                                   |
| 1939 | 1939                                                    |                                                         | 1.855                                                   | 1.855                                                   |
| 1946 | 1946                                                    |                                                         | 2.602                                                   | 2.602                                                   |
| 1950 | 1950                                                    |                                                         | 2.618                                                   | 2.618                                                   |
| 1956 | 1956                                                    |                                                         | 2.567                                                   | 2.567                                                   |
| 1961 | 1961                                                    |                                                         | 2.753                                                   | 2.753                                                   |
| 1967 | 1967                                                    |                                                         | 3.419                                                   | 3.419                                                   |
| 1970 | 1970                                                    |                                                         | 3.733                                                   | 3.733                                                   |
| 1980 | 1980                                                    |                                                         | ?                                                       | ?                                                       |
| 1990 | 1990                                                    |                                                         | ?                                                       | ?                                                       |
| 2000 | 2000                                                    |                                                         | ?                                                       | ?                                                       |
| 2011 | 2011                                                    |                                                         | 4.688                                                   | 4.688                                                   |
| 2015 | 2015                                                    |                                                         | 5.062                                                   | 5.062                                                   |
| 2022 | 2022                                                    |                                                         | 5.080                                                   | 5.080                                                   |
| Datenquelle: Historisches Gemeindeverzeichnis für Hessen: Die Bevölkerung der Gemeinden 1834 bis 1967. Wiesbaden: Hessisches Statistisches Landesamt, 1968. Weitere Quellen: LAGIS; Zensus 2011; 2015;2022 |                                                         |                                                         |                                                         |                                                         |

Historische Religionszugehörigkeit
| • 1961: | 2090 evangelische (= 75,92 %), 617 katholische (= 22,41 %) Einwohner |

## Kultur und Sehenswürdigkeiten

### Bauwerke

#### Kirchen
- Die Reinhardskirche wurde 1731[10]-1735/38 als lutherische Kirche errichtet und ersetzte einen Vorgängerbau von 1676.[11] Nach einem Brand 1901 wurde sie neu gestaltet. Glasfenster für die Kirche schuf Professor Alexander Linnemann aus Frankfurt und zwar zwei Chorfenster: Geburt Christi und Auferstehung und sieben Schifffenster.

Der Turm der Kirche ist bis heute Wahrzeichen des Ortes.
- Die katholische St. Johannes-Kirche wurde nach dem Zweiten Weltkrieg neu gebaut.

#### Synagoge

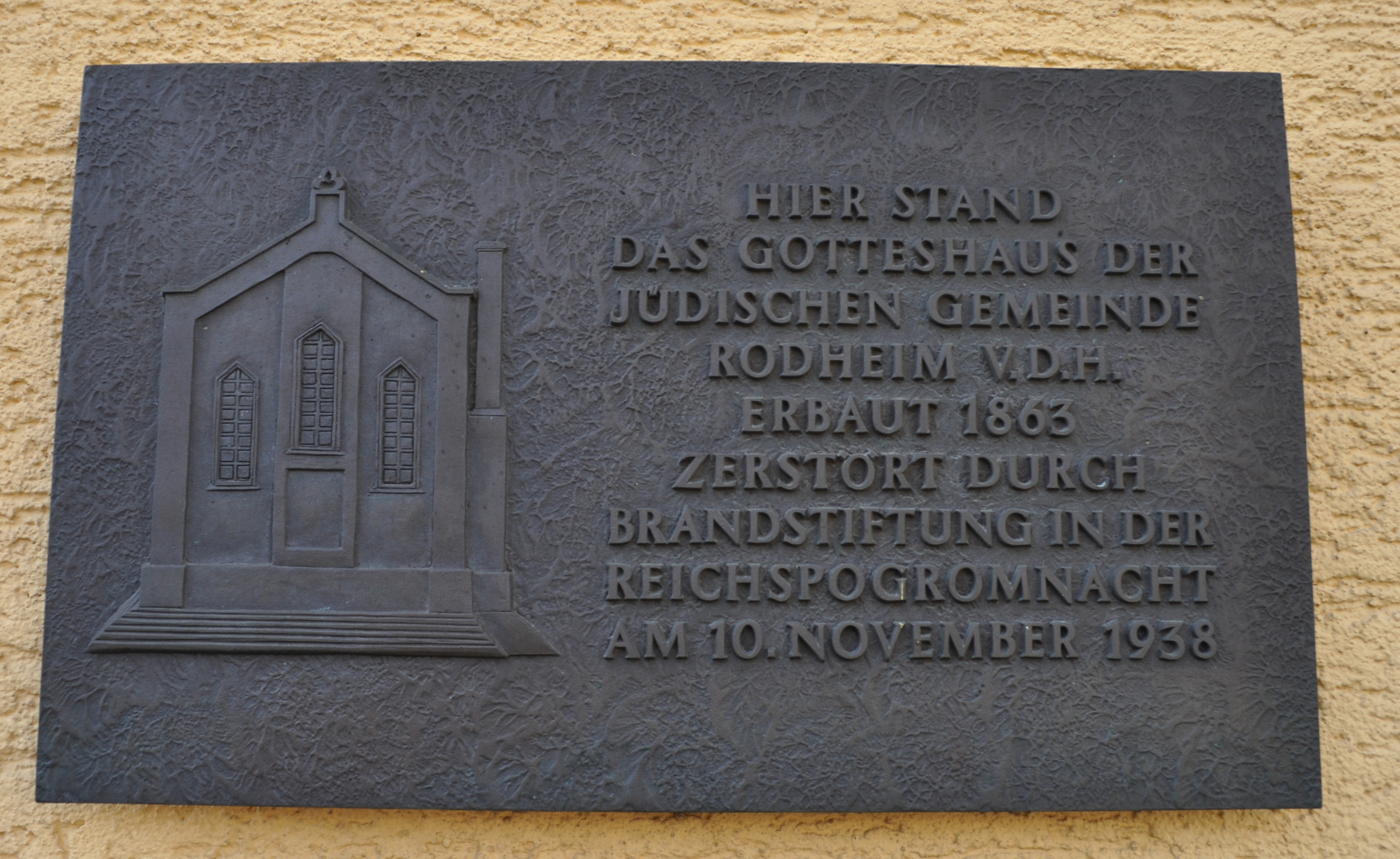
Gedenktafel Synagoge

Ab 1862 wurde die Synagoge von Rodheim durch den Büdesheimer Baumeister Victor Melior erbaut und am 17. April 1863 eingeweiht. Die Synagoge wurde auch durch die jüdische Gemeinde von Burgholzhausen vor der Höhe mit genutzt. In der Pogromnacht vom 10. November 1938 wurde die Synagoge durch die Rodheimer SA in Brand gesetzt und zerstört. Ein Gedenkstein und eine Gedenktafel erinnern heute am ehemaligen Standort an die Synagoge.

### Kulturdenkmäler
Siehe dazu Liste der Kulturdenkmäler in Rodheim vor der Höhe

## Wirtschaft und Infrastruktur

### Bildung

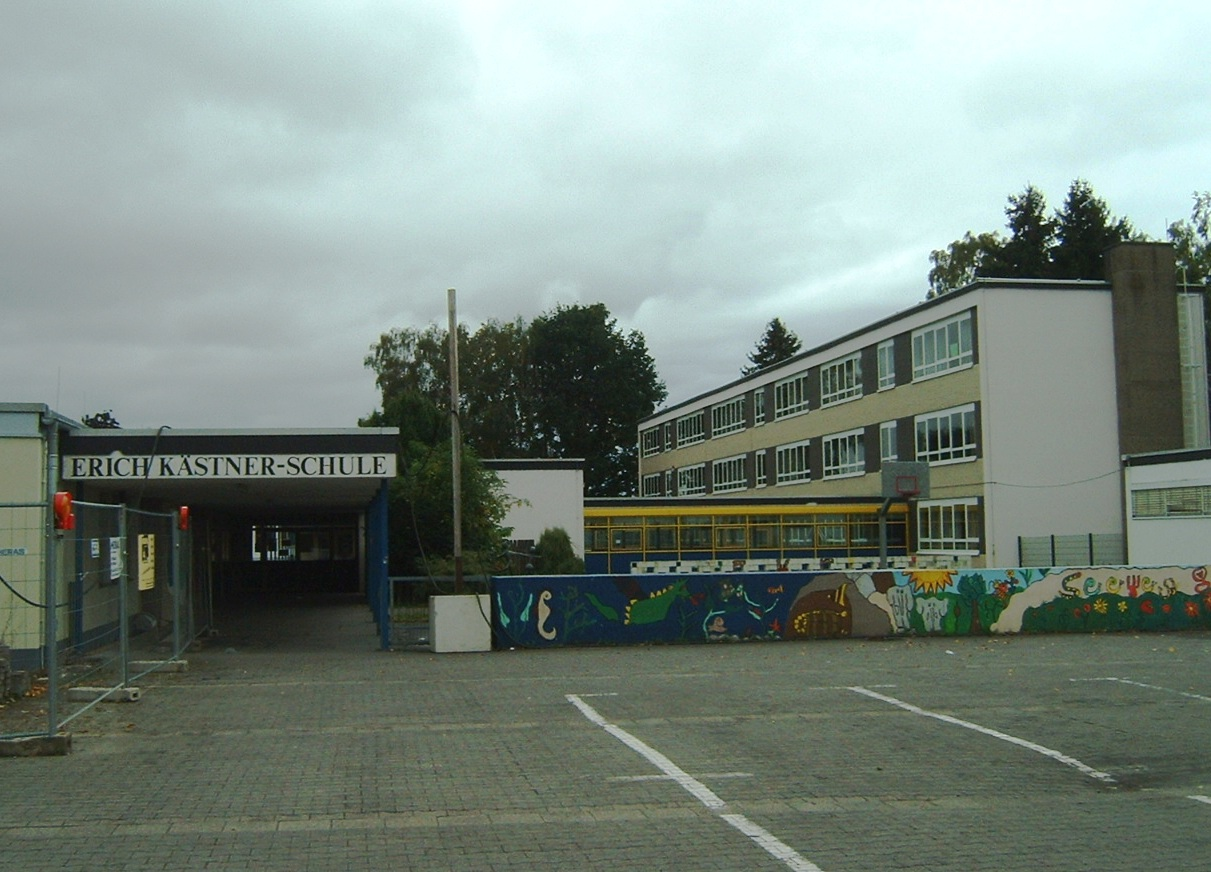
Erich-Kästner Schule in Rodheim

- Die Erich-Kästner-Schule (Grund-Haupt und Realschule) wurde 1966 durch den Namensgeber eingeweiht.
- Kindertagesstätten „Alte Schule“ und „Regenbogen“.

### Öffentliche Einrichtungen
- Dorfgemeinschaftshaus (heute: Bürgerhaus),
- Freibad (1953)

### Verkehr

#### Straße
Die Landesstraßen 3352 und 3204 kreuzen sich in Rodheim v. d. Höhe. Etwa 3 Kilometer westlich des Ortes liegt die Anschlussstelle „Friedberg“ der Bundesautobahn 5.

#### Schiene und ÖPNV

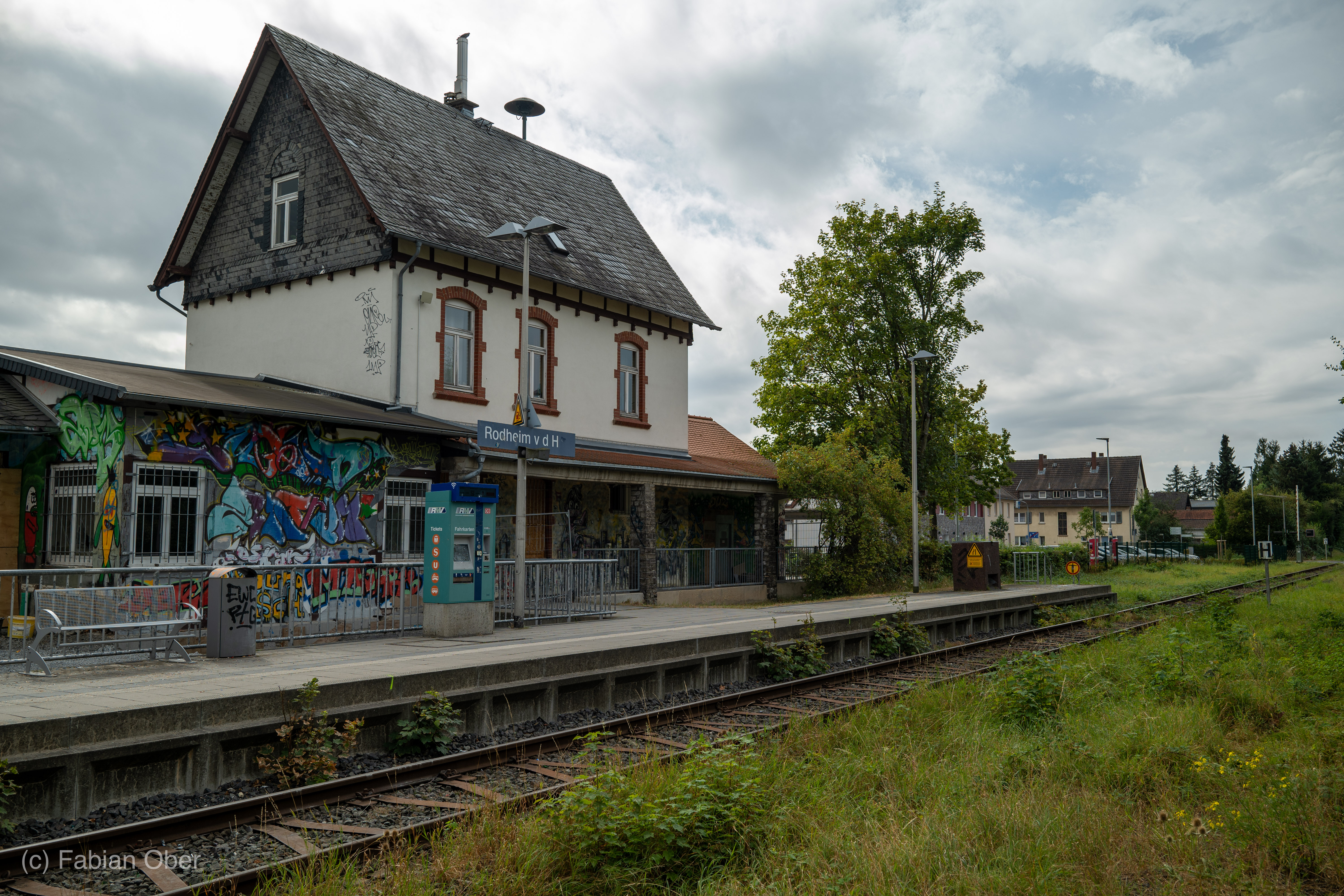
Bahnhofsgebäude Rodheim mit Bahnsteig und Gleis

Rodheim verfügt über einen Haltepunkt an der eingleisigen Bahnstrecke Friedrichsdorf–Friedberg, der innerhalb des Rhein-Main-Verkehrsverbundes von der Regionalverkehre Start Deutschland, derzeit mit Zügen der Hessischen Landesbahn, bedient wird. Von beiden Endpunkten der Bahnstrecke gibt es S-Bahn-Verbindungen nach Frankfurt am Main. Die Fahrtdauer nach dort über Friedrichsdorf beträgt ca. 35 Minuten. Der Haltepunkt Rodheim v. d. Höhe liegt 100 m hinter dem Bahnübergang der Landesstraße 3204 an Streckenkilometer 28,7. Bis 2002 war der Haltepunkt ein mehrgleisiger Bahnhof, in dem Zugkreuzungen stattfinden konnten und bis 1992 Zuckerrüben verladen wurden. 
| Linie | Verlauf | Takt                                    |
| ----- | --- | --------------------------------------- |
| RB 16 | Friedrichsdorf (Taunus) – Burgholzhausen v.d.H – Rodheim v d Höhe – Rosbach v d Höhe – Friedberg Süd – Friedberg (Hess) Stand: Fahrplanwechsel Dezember 2022 | 30 min (wochentags) 60 min (Wochenende) |

## Persönlichkeiten
In Rodheim vor der Höhe geboren
- Wilhelm Freiherr von Heimrod (1775–1811), Sohn von Wilhelm I. (Hessen-Kassel)
- Karl Freiherr von Heimrod (1776–1827), Sohn von Wilhelm I. (Hessen-Kassel)
- Karl Emmerich (1810–1881), Jurist und Politiker
- Friedrich Heimburg (1831–1882), Jurist und Wormser Bürgermeister
- Eduard Fritsch (1853–1932), evangelischer Theologe und Superintendent
- Otto Wissig (1886–1970), evangelischer Kirchenmusiker und Organist
- Hermann Reeb (1901–1990), Konstrukteur (u. a. der Horex-Regina[13])
- Helmut Neubauer (1925–2001), Historiker